# Pańćajat wsi
Pańćajat wsi (pańćajat wiejski, पंचायत, ang. Gram Panchayat) – rada wsi indyjskiej,
zebranie społeczności wiejskiej w Indiach rozstrzygające na temat ważnych problemów we wspólnocie wsi. Podczas tego spotkania rozwiązywane są spory, a także podejmuje się decyzje odnośnie do złamania reguł wsi.
Opisywany w literaturze indyjskiej (np. Pretendent do ręki, Jak słońce, Pańska studnia) czy pokazywany w filmach (Swades, Bandit Queen, Vaastav: The Reality, Dhool).